# Cantone di Cergy-Sud
Il Cantone di Cergy-Sud era una divisione amministrativa dell'arrondissement di Pontoise.
È stato soppresso a seguito della riforma complessiva dei cantoni del 2014, che è entrata in vigore con le elezioni dipartimentali del 2015.
Comprendeva parte della città di Cergy e il comune di Éragny.